# Учитель (рассказ)
Учитель — рассказ Антона Павловича Чехова. Написан в 1886 году, впервые опубликован в 1886 году в газете «Новое время» № 3723 от 12 июля с подписью Ан. Чехов.

## Публикации
Рассказ А. П. Чехова «Учитель» написан в 1886 году, впервые опубликован в 1886 году в газете «Новое время» № 3723 от 12 июля с подписью Ан. Чехов. Рассказ вошел в собрание сочинений писателя, издаваемое А. Ф. Марксом.
При жизни Чехова рассказ переводился на болгарский, венгерский и сербскохорватский языки.

## Критика
Критика не обошла вниманием рассказ. Драматург Виктор Викторович Билибин в 1886 году писал Чехову: «Рассказ про учителя в „Новом времени“ прекрасен с художественной точки зрения, но производит очень тяжелое впечатление».
С. Ашевский отмечал, что в рассказе «Учитель» Чехов отошел от обычного для него изображения народного учителя как «существа робкого, забитого, с испуганным лицом, в мешковатом сюртуке, с неуклюжими манерами, с жалобами на мизерное жалованье». Учитель Сысоев … пользуется всеобщим уважением. «Но это уважение и сравнительную материальную обеспеченность Сысоев купил чересчур дорогою ценою. Его школа заняла „первое место во всей губернии“, но сам учитель в четырнадцать лет педагогической деятельности израсходовал все свои силы: он изображен накануне смерти от чахотки».

## Персонажи
- Федор Сысоев, учитель фабричной школы.
- Адольф Андреич Бруни, немец, директор фабрики.

## Сюжет
Учитель фабричной школы, содержащейся на счет «Мануфактуры Куликина сыновья», Федор Сысоев, собирается на ежегодный банкет. Жена выбилась из сил, чтобы одеть его по моде. Банкет для учителей проводился после экзаменов в школе. Для Сысоева это был уже четырнадцатый банкет. Прошедшими экзаменами он был совершенно не доволен, так как некоторые из его лучших учеников не показали достаточные знания. Так Бабкин умудрился сделать в диктанте три ошибки; Сергеев не смог помножить 17 на 13; а учитель соседней школы Ляпунов диктовал текст диктанта «не по-товарищески» невнятно. Жена отговаривала Сысоева идти на банкет, так он был болен. Но Сысоев её не послушался. Перед квартирой директора он так раскашлялся, что выбежавшие учителя посоветовали ему сидеть дома.
На банкете Сысоев выговорил Ляпунову: «Я знаю, почему вы так диктовали. Вам просто хотелось, чтобы мои ученики провалились и ваша школа показалась лучше моей». В целом торжество проходило весело, учителя пили, ели и говорили тосты. Третьим, как всегда, был тост Сысова. Он в своей речи поблагодарил администрацию фабрики за свой высокую зарплату, за заботу о школе и предложил выпить за директора фабрики Адольфа Андреича Бруни. Директору речь понравилаcь. В ответном слове он сказал: «Мы умеем ценить… на все ваши слова я должен сказать вам, что… семья Федора Лукича будет обеспечена и что на этот предмет месяц тому назад уже положен в банк капитал». Сысоев был озадачен, не понимая, почему будет обеспечена семья, а не сам Сысоев. Решив, что директор имел в виду его близкую кончину, он сел и заплакал. Дома Сысоев успокоился и стал проверять школьные тетради, а в это время в соседней комнате земский врач говорил его жене, что мужу осталось жить около одной недели.